# Kleine Halt
Die Kleine Halt ist ein 2116 m ü. A. hoher Berg im Wilden Kaiser des Kaisergebirges (Nördliche Kalkalpen) in Tirol. Sie gehört zu den bekanntesten Kletterbergen im Wilden Kaiser.

## Lage
Die Kleine Halt ist der Gamshalt bzw. Ellmauer Halt nördlich vorgelagert und damit der nördlichste Teil des Haltstocks. Sie fällt zu allen Seiten mit steilen Felswänden ab – bis auf die Südseite, die einen Grat ausbildet, der in den Steilaufschwung zur südlich liegenden Gamshalt mündet. Die plattige 900 m hohe Nordwestwand ist die höchste Felswand im Kaisergebirge, sie beherbergt zahlreiche bekannte Kletterrouten. Der Gipfel gehört zum Gemeindegebiet von Kufstein.
Stützpunkt für Klettertouren an diesem Berg sind das Anton-Karg-Haus bzw. Hans-Berger-Haus an der Nordwestflanke im Kaisertal. Bestiegen wurde der Berg erstmals durch A. Bonnet und B. Schlechter (genannt Mallhansl) am 14. Juli 1880 anlässlich eines Abstieges von der Ellmauer Halt.
Der Kleinen Halt ist an der Nordwestkante der Totensessel (1745 Meter) vorgelagert. Dieser wurde von Georg Winkler und A. Zott im Jahr 1886 erstbestiegen.

## Routen
Auf den Gipfel führt als einfachster Zugang ein Klettersteig, der Kaiserschützensteig. Er weist die Schwierigkeit B/C und I+ auf, mehrere Stellen erfordern Kraftaufwand. Er ist lang, anstrengend und klettertechnisch anspruchsvoll. Er ist wesentlich spärlicher versichert als übliche Klettersteige und ausgesetzt (lange Passagen auch in steilem Gelände ohne Drahtseil, nur spärlich Entschärfungen durch Eisenbügel). Zudem ist ein beachtlicher Anmarsch und ein großer Höhenunterschied aus dem tiefen Kaisertal zu bewältigen. Ausgangspunkte sind das Anton-Karg-Haus und das Hans-Berger-Haus. Der Kaiserschützensteig ist landschaftlich großartig und überschreitet alle drei Gipfel des Haltstocks: Kleine Halt, Gamshalt und Ellmauer Halt, wobei Kleine Halt und Gamshalt auch umgangen werden können (jeweils Abzweig mit Stichstrecke zum Gipfel). Er bietet eindrucksvolle Ausblicke. Im Aufstieg gut 3 Stunden ab Einstieg (Oberer Scharlinger Boden) ohne Abstecher zu den Gipfeln von Kleiner Halt und Gamshalt, mit diesen Gipfeln etwa 1,5 Stunden länger. Zustieg zum Einstieg vom Hans-Berger-Haus 1,5 Stunden, alternativ von der Gruttenhütte via Rote-Rinn-Scharte in 2,5 Stunden zum Einstieg. Trittsicherheit und Schwindelfreiheit sowie Klettergeschick erforderlich, ebenso Helm, Klettersteigset und Klettergurt. Sehr gut markiert:
- Zugang vom Oberen Scharlinger Boden zum Gipfel der Kleinen Halt: Man folgt dem Kaiserschützensteig, der an der Ostseite des Oberen Scharlingerbodens vom markierten Steig, der vom Kaisertal zur Rote-Rinn-Scharte hinaufführt, abzweigt und beginnt. Zunächst geht es den Vorbei hinauf, ehe der Klettersteig in einem auf und ab nach links in die grüne Rinne quert. Diese geht es ohne Sicherungen bis zu ihrem oberen Ende aufwärts, wo der Stichsteig zum Gipfel der Kleinen Halt abzweigt. Teils ohne Sicherung geht es zum Grat hinauf (I) und über diesen Zum Gipfelkreuz mit Buch. Zeitbedarf ab Oberer Scharlinger Boden etwa 1,5 Stunden.

- Zugang vom Gipfel der Ellmauer Halt zum Gipfel der Kleinen Halt: Man folgt dem Kaiserschützensteig, der unterhalb vom Gipfelkreuz der Ellmauer Halt beginnt, Richtung Norden zunächst leicht abwärts, später auf bzw. westseitig dem Nordgrat folgend Richtung Gamshalt. Vor deren Gipfel geht es ungesichert durch die grüne Mulde abwärts, bevor es rechts (westseitig) mit Querung des Gipfelaufbaus der Gamshalt hinab in die grüne Rinne zum Abzweig zum Gipfel der Kleinen Halt geht, von dort weiter siehe oben. Zeitbedarf etwa zwei Stunden. Zu beachten ist, dass der Kaiserschützensteig im Abstieg schwerer zu begehen ist als im Aufstieg.

Fast alle bedeutenden Kletterrouten führen über die über 900 Meter hohe Nordwestwand des Berges. Stellvertretend seien genannt:
- Enzenspergerführe  (UIAA III–IV)
- Nordwestwand   (UIAA VI-)
- Plattendirettisima  (UIAA VI-)